# Astur (novela)
Astur es una novela histórica escrita por Isabel San Sebastián y ambientada en la Edad Media y la Reconquista española. Es una precuela de La Visigoda. En la novela sale el personaje real Alfonso I «el Católico».

## Sinopsis
En el siglo VIII, Naya, una especie de sacerdotisa o druida astur del castro de Coaña da a luz una niña que se llamará Huma y cuyo nacimiento viene acompañado de una profecía. Por su parte en la antigua ciudad visigoda de Recópolis ocupada por los musulmanes de al-Ándalus, el joven godo Ickila es desterrado junto con su familia, lo que provocará su marcha hacia tierras del norte en busca del reino de Asturias, donde su vida se cruzará con la de Huma.

## Personajes
- Huma, hija de Naya y Aravo, esposa de Ickila (al final de la novela), madre de Alana
- Ickila
- Naya, madre de Huma y Pintaio, esposa de Aravo
- Aravo, padre de Huma y Pintaio, esposo de Naya
- Liuva, padre de Ickila
- Pintaio, hermano de Huma
- Noreno, amor de juventud de Huma
- Alana, hija de Huma e Ickila; protagonista de otras novelas de la misma autora, como La visigoda o La peregrina